# Generalkapitän (Spanien)
Generalkapitän (span. capitán general) war ein Dienstposten in der spanischen Kolonial- und Militärverwaltung und ist ein Dienstgrad im spanischen Militär. Generalkapitän ist heute der oberste Generalsrang des spanischen Heeres, der spanischen Marine und der spanischen Luftwaffe. Der regierende König von Spanien hat den Rang eines Generalkapitäns.

## Generalkapitän als Militärischer Dienstgrad
Bis zur Regierungszeit des Königs Philipp V. waren die Bezeichnungen der hohen Dienstgrade des Militärs in den verschiedenen Reichen der Krone unterschiedlich. Darüber hinaus gab es, besonders in den gehobenen Positionen, keine klare Unterscheidung zwischen der Bezeichnung einer übertragenen Aufgabe oder einem Titel oder einem Dienstgrad. Erst im Jahr 1717 führte Philipp V. eine klare hierarchische Gliederung und Benennung beim Heer und bei der Marine ein. Dabei war der Generalkapitän der oberste Generalsrang des Heeres. Bei der Marine gab es zeitweise noch den obersten Rang des Almirante General. Der Rang des Generalkapitäns entsprach dem eines Vizeadmirals. Im Jahr 1817 schaffte Ferdinand VII. den Rang des Almirante General ab, so dass auch bei der Marine der Generalkapitän der oberste Dienstgrad wurde.  Nachdem der Dienstgrad verschiedentlich, z. B. zur Zeit der Zweiten Republik, abgeschafft und wieder eingeführt wurde, steht er seit 1989 in allen drei Teilstreitkräften nur dem König zu.

Generalkapitän des Heeres
Generalkapitän der Marine
Generalkapitän der Luftwaffe

## Generalkapitän als Aufgabenbezeichnung

### Oberkommandierender einzelner Feldzüge oder Verwaltungsbezirke
Seit Ende des 15. Jahrhunderts wurden Generalkapitäne als Oberbefehlshaber einzelner Feldzüge oder für Gebiete ernannt, in denen Kampfhandlungen stattfanden. Die Dienstposition wurde den Amtsinhabern häufig zusammen mit den Aufgaben eines Vizekönigs oder Gouverneurs der eroberten Gebiete übertragen. Die Berufung in diese Ämter war auf die Durchführung des jeweiligen Auftrages beschränkt.
So trugen Íñigo López de Mendoza y Quiñones und sein Sohn Luis Hurtado de Mendoza y Pacheco, die ersten christlichen Verwalter der Alhambra, seit dem Jahr 1492 – vielleicht nach dem Vorbild des Oberbefehlshabers der päpstlichen Streitkräfte – den Titel Capitán General.
Hernán Cortés wurde nach seiner Eroberung des Aztekenreiches von Karl V. zum Generalkapitän und Statthalter von Neuspanien ernannt.

### Oberbefehlshaber der Santa Hermandad
Die Santa Hermandad die im Jahr 1476 in Kastilien gegründet wurde und bis zum Jahr 1498 bestand, hatte auch eine Militärorganisation die aus Fußtruppen, leichter und schwerer Kavallerie zusammengesetzt war. Dieses Heer wurde von den Städten gestellt. Der Oberbefehlshaber, Alfons von Aragonien und Escobar, trug die Bezeichnung Generalkapitän.

### Oberbefehlshaber der Silberflotte
Als Oberkommandierender der Konvoifahrten der spanischen Silberflotte wurde vor jeder Fahrt vom König ein Generalkapitän benannt. Der war üblicherweise kein See-, sondern ein Heeresoffizier. Es handelte sich um die Bezeichnung eines Dienstpostens für die Zeit der Amerikareise.

### Leiter der Militärbezirke in Spanien
Bei der Neuordnung der Verwaltung Spaniens durch die von König Philipp V.  erlassenen Decretos de Nueva Planta wurden 1705 auch im spanischen Mutterland Militärbezirke geschaffen die Generalkapitanate (Capitanías Generales) genannt wurden. Die Gebiete entsprachen etwa den in Spanien liegenden früheren Reichen der Krone von Spanien.
An der Spitze jedes Generalkapitanates stand ein Befehlshaber der die Bezeichnung Generalkapitän (Capitán General) führte. Der größte Teil der Befehlshaber hatte nicht den Dienstgrad eines Generalkapitäns, sondern war Generalleutnant (Teniente General).
Katalonien, Valencia, Aragonien, Galicien, Mallorca und die Kanarischen Inseln hatten während des Spanischen Erbfolgekrieges den größten Widerstand gegen eine Regierung der Bourbonen geleistet. Die Generalkapitäne dieser Gebiete wurden durch Philipp V. nicht nur mit militärischen Aufgaben betreut, sie erfüllten auch die Verwaltungs- und Regierungsaufgaben in den Generalkapitanaten und waren Vorsitzende der jeweiligen obersten Gerichte. Sie verfügten praktisch über unbegrenzte Vollmachten.  Nach verschiedenen Reformen beschränkte sich die Macht der Generalkapitäne auch in diesen Landesteilen auf militärische Angelegenheiten.
Die Einteilung Spaniens in Militärbezirke die die Bezeichnung Capitanía General, Región Militar oder Zona Militar trugen, dauerte bis zum Jahr 2002 an.  Dabei wechselte die Abgrenzung der Bezirke und ihre Anzahl immer wieder. Die Leiter der Militärbezirke trugen bis 1990 die Bezeichnung Generalkapitän ohne den Dienstgrad eines Generalkapitäns zu haben.  Die Bezeichnung Generalkapitän für einen Dienstposten ist heute in Spanien verschwunden.